# Knipowitschia panizzae
Knipowitschia panizzae, Knipowitschia panizzae, là một loài cá thuộc họ Gobiidae. Loài này có ở Albania, Bosna và Hercegovina, Hy Lạp và Ý. Môi trường sống tự nhiên của chúng là sông ngòi, hồ nước ngọt, và phá nước mặn ven biển.

## Hình ảnh

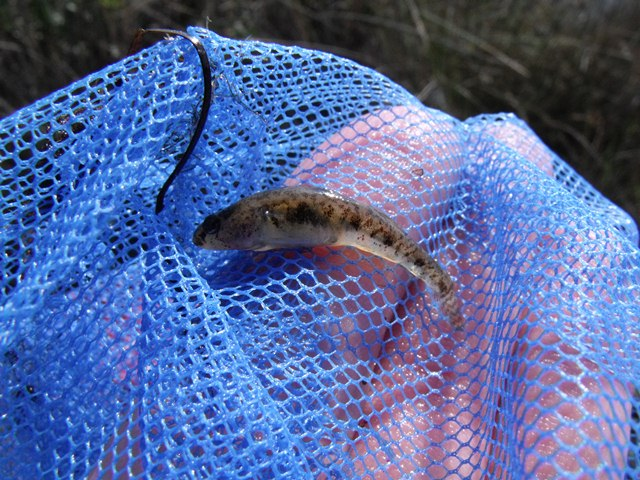
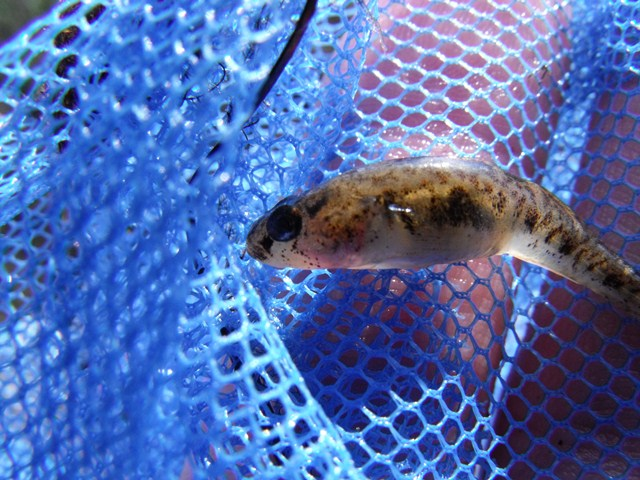
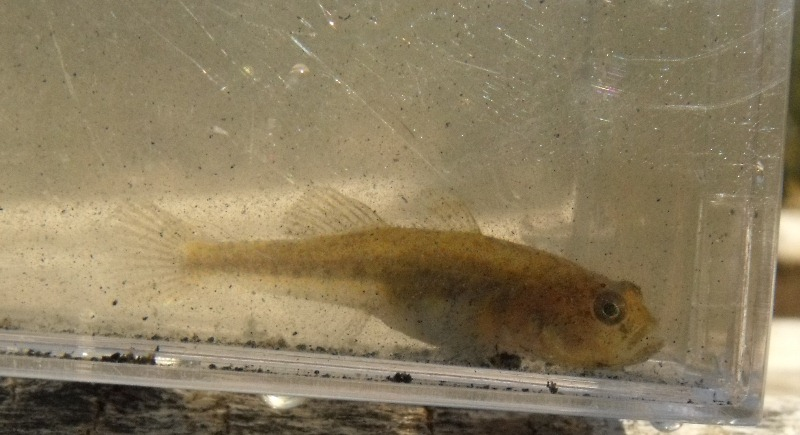